# Castell de Castelló de Farfanya
El castell és situat a la vila de Castelló de Farfanya (la Noguera), sobre un turó que domina la població i que comparteix amb l'església de Santa Maria. Actualment es troba en ruïna.

## Història
Tot fa pensar que el turó on es troben les ruïnes del castell ja era ocupat en època ibèrica; els ilergetes s'hi devien defensar enfront dels romans. La seva importància creix de manera considerable amb la fortificació d'època sarraïna que formava part de la cadena defensiva que discorria de llevant a ponent i separava les terres del sud, islàmiques, de les del nord, cristianes.
La primera notícia certa del lloc data del 1036, quan encara era musulmà. El castell i territori de Castelló de Farfanya va ser pres als sarraïns el 1115-1116 pel vescomte Guerau II de Cabrera; de tota manera, aquesta conquesta no es va consolidar fins al 1130.
A mitjan segle xii (1156-1157), hom troba un plet entre Ponç I de Cabrera (fill de l'anterior) i Ermengol VII d'Urgell, que es resol amb el reconeixement dels drets d'aquest darrer sobre el castell. Es troben contínues referències històriques del castell en els anys següents: apropiacions, relacions de béns, llegats, etc.
La comtessa Cecília de Comenge, esposa de Jaume I d'Urgell, va decidir la construcció d'una església nova que hauria de substituir una d'anterior, del segle xii. La primitiva església de Santa Maria era seu d'un priorat dependent de Sant Pere d'Àger, a qui va ser donada pel mateix conqueridor del territori, Guerau II de Cabrera. Aquella església contenia el sepulcre del comte Ermengol IX d'Urgell, mort el 1243.
Com a curiositat, cal esmentar que corria la fama que el comte Pere II d'Urgell (1340-1408) tenia al seu castell de Castelló de Farfanya una caixa de cabals atapeïda de peces d'or, encaixades amb tanta pressió que convidava qui pogués treure'n alguna amb els dits, a quedar-se amb aquesta.
El 1415, Ferran I d'Antequera va vendre el senyoriu de Castelló de Farfanya al comte de Foix, per acabar com a propietat dels ducs d'Alba.
Durant la Guerra dels Segadors (1640-1652), el castell va viure diversos episodis bèl·lics. No van ser els darrers, ja que més endavant en trobem d'altres. Al Diccionario geográfico, Pascual Madoz (cap al 1840) l'esmenta ja en ruïna.

## Les restes
El castell tenia amb un recinte fortificat, o castell pròpiament dit, a més d'una muralla que envoltava la vila i diverses torres de guaita. És de planta trapezoïdal allargada, d'uns 80 m per 30 m. La defensa islàmica devia centrar-se en el mur del cantó nord, més indefens per qüestions topogràfiques (ja que les altres tres cares donen directament sobre els penya-segats) i s'hi va excavar un fossat de 12 a 18 m d'amplada.

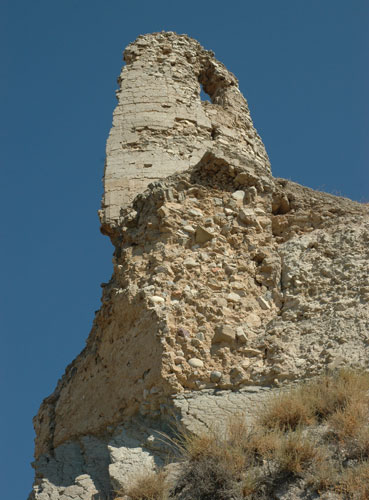
La torre d'època feudal, molt deteriorada de l'angle de ponent del castell

A la cara nord, considerada d'època islàmica, s'hi veuen dos trams de muralla que formen angle, d'un gruix de 0,90/1,10 m i llargades de 27,50 m i 26,90 m. L'alçada conservada arriba als 5 m. A la muralla, s'hi associen dues torres, una de ben conservada, semicircular (2,5 m de radi), completament massissa i amb una alçada màxima conservada de 13 m. La segona torre està adossada a l'angle que formen els dos panys de muralla i està molt arrasada. Segurament, també pertanyia al castell islàmic una estructura de planta més o menys quadrada situada a l'angle sud-oest del tossal.

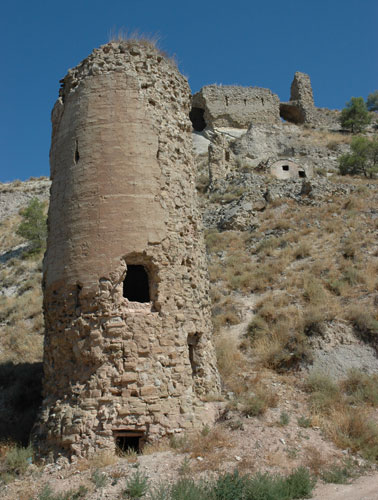
La torre albarrana de la vila baixa

A la zona de ponent, s'aixequen les restes de les construccions comtals edificades després de la conquesta (1116). Es reforçà la muralla islàmica adossant-li un pany d'uns 1,10 m de gruix. S'edificà una cambra i una torre circular, avui molt malmesa, d'uns 8 m de diàmetre, dividida en tres pisos. Se'n conserven uns 13 m d'alçada. de la torre. Al sud d'aquest sector, hi ha una gran cambra dita «la Cavalleria», formada per dos cossos coberts per una volta de canó. El parament constructiu és a base d'encofrat arrebossat per l'exterior i tres o quatre filades de carreus grans ben escairats a la base.
Aïllats del castell però estratègicament vinculats, hi ha dos elements. El primer, al nord, sobre un turó, és una torre de guaita i control de la vall de Farfanya. Massissa, de planta rectangular (4,5X5,7 m) i uns 9 m d'alçada conservats. Es considera d'època islàmica. El segon element el trobem al sud, on es conserven dues torres unides per restes de muralla, que arriba fins a la vila baixa. Del tram de muralla, en romanen uns 8 m. De la primera torre, només en resta la planta i un tram vertical de 5,70 m. La segona torre té un diàmetre de 5,5 m i una alçada de 14. Dividida en 4 pisos, en queda la volta del primer, diverses espitlleres i la porta d'accés. Aquests segons elements es relacionen amb la construcció del castell feudal i, per tant, són posteriors a l'any 1116.